# خورشیدگرفتگی ۱۳ اکتبر ۲۰۶۱
خورشیدگرفتگی ۱۳ اکتبر ۲۰۶۱ (به انگلیسی: Solar eclipse of October 13, 2061) یک خورشیدگرفتگی از نوع خورشیدگرفتگی حلقه‌ای است. این خورشیدگرفتگی در تاریخ ۱۳ اکتبر ۲۰۶۱ میلادی (‎۲۲ مهر ۱۴۴۰ خورشیدی) روی خواهد داد که زمان اوج آن، ساعت ۱۰:۳۲:۱۰ به‌وقت ساعت هماهنگ جهانی است. مدت زمان و طول این خورشیدگرفتگی ۳ دقیقه و ۴۱ ثانیه خواهد بود.